# Departamento del Sur (Cundinamarca)
Sur fue uno de los departamentos en que se dividía el Estado Soberano de Cundinamarca (Colombia). Fue creado por medio de la ley del 2 de febrero de 1865. Tenía por cabecera a la ciudad de Facatativá. El departamento comprendía parte del territorio de las actuales regiones cundinamarquesas de Bajo Magdalena, Gualivá, Magdalena Centro, Tequendama y Alto Magdalena.

## División territorial
El departamento al momento de su creación (1865) estaba dividido en los distritos de Facatativá (capital), Bojacá, Subachoque, San Francisco, Tenjo, Vega, Zipacón, Guaduas, Quebradanegra, Calamoima, Puerto Bogotá, Pabón, La Mesa, Anapoima, Bituima, El Colegio, Quipile, Tena, San Antonio, Vianí, Tocaima, Nariño, Nilo, Guataquí, Girardot, Ricaurte, Viotá y Pulí.